# Lijst van nieuw beschreven zoogdieren (2006)
Dit is een lijst van nieuw beschreven zoogdieren uit 2006. De term "zoogdieren" omvat hier ook de overige "Mammaliaformes" (Docodonta, Haramiyida, Morganucodonta en enkele andere geslachten).

## Fossiele hogere taxa
| Naam              | Auteur                          | Referentie | Commentaar |
| ----------------- | ------------------------------- | --- | ---------- |
| Allodelphinidae   | Barnes, 2006                    | Barnes, L.G.. 2006. A phylogenetic analysis of the superfamily Platanistoidea (Mammalia, Cetacea, Odontoceti). Beitrage zur Palaontologie 30: 25-42.                                 |            |
| Enhydriodontini   | Morales & Pickford, 2006        | Morales, J. & Pickford, M. 2006. Giant bunodont Lutrinae from the Mio-Pliocene of Kenya and Uganda. Estudios Geologicos 61:233-246.                                                  |            |
| Janjucetidae      | Fitzgerald, 2006                | Fitzgerald, E.M.G. 2006. A bizarre new toothed mysticete (Cetacea) from Australia and the early evolution of baleen whales. Proceedings of the Royal Society (B)273(1604):2955-2963. |            |
| Kennatheriinae    | Lopatin, 2006                   | Lopatin, A. 2006. Early Paleogene insectivore mammals of Asia. Paleontological Journal 40(Suppl. 3):205-405.                                                                         |            |
| Paenelimnoecinae  | Fejfar, Storch & Tobien, 2006   | Gundersheim 4, a third Ruscinian micromammalian assemblage from Germany. Palaeontogr. Abt. A Palaeozool.-Stratigr. 278(1-6):110                                                      |            |
| Praolestinae      | Lopatin, 2006                   | Lopatin, A. 2006. Early Paleogene insectivore mammals of Asia. Paleontological Journal 40(Suppl. 3):205-405.                                                                         |            |
| Protoanthropoidea | Rosenberger, 2006               | Rosenberger, A.L. 2006. Protoanthropoidea (Primates, Simiiformes): a new primate higher taxon and a solution to the Rooneyia problem. Journal of Mammalian Evolution 13(2):139-146.  |            |
| Volaticotheria    | Meng, Hu, Wang, Wang & Li, 2006 | Meng, J., Hu, Y., Wang, Y., Wang, X. & Li, C. 2006. A Mesozoic gliding mammal from northeastern China. Nature 444:889-893.                                                           |            |
| Volaticotheriidae | Meng, Hu, Wang, Wang & Li, 2006 | Meng, J., Hu, Y., Wang, Y., Wang, X. & Li, C. 2006. A Mesozoic gliding mammal from northeastern China. Nature 444:889-893.                                                           |            |

## Fossiele geslachten
| Naam               | Auteur                                                                                      | Referentie | Commentaar |
| ------------------ | ------------------------------------------------------------------------------------------- | --- | ---------- |
| Acrecebus          | Kay & Cozzuol, 2006                                                                         | Kay, R.F. & Cozzuol, M.A. 2006. New platyrrhine monkeys from the Solimoes Formation (late Miocene, Acre State, Brazil. Journal of Human Evolution 50(6):673-686. |            |
| Akidolestes        | Li & Luo, 2006                                                                              | Li, G. & Luo, Z.-X. 2006. A Cretaceous symmetrodont therian with some monotreme-like postcranial features. Nature 439: 195-200. |            |
| Amphigyion         | Gingerich & Smith, 2006                                                                     | Gingerich, P.D. & Smith, T. 2006. Paleocene-Eocene land mammals from three new latest Clarkforkian and earliest Wasatchian wash sites at Polecat Bench in the northern Bighorn Basin, Wyoming. Contributions from the Museum of Paleontology, University of Michigan 31 (11): 245-303.                                                                                |            |
| Apeomyoides        | Smith, Cifelli & Czaplewski, 2006                                                           | Smith, K.S., Cifelli, R.L. & Czaplewski, N.J. 2006. A new genus of eomyid rodent from the Miocene of Nevada. Acta Palaeontologica Polonica 51(2):385-392. |            |
| Archaeoziphius     | Lambert & Louwye, 2006                                                                      | Lambert, O. & Louwye, S. Archaeoziphius microglenoideus, a new primitive beaked whale (Mammalia, Cetacea, Odontoceti) from the Middle Miocene of Belgium. Journal of Vertebrate Paleontology 26(1):182-191. |            |
| Archaeschrichtius  | Bisconti & Varola, 2006                                                                     | Bisconti, M. & Varola, A. 2006. The oldest eschrictiid mysticete: and a new morphological diagnosis of Eschrichtiidae (gray whales). Rivista Italiana di Paleontologia e Stratigafia 112 (3): 447-457. |            |
| Bagalestes         | Lopatin, 2006                                                                               | Lopatin, A. 2006. Early Paleogene insectivore mammals of Asia. Paleontological Journal 40(Suppl. 3):205-405. |            |
| Baguatherium       | Salas, Sánchez & Chacaltano, 2006                                                           | Salas, R., Sánchez, J. & Chacaltano, C. 2006. A new pre-Deseadan pyrothere (Mammalia) from northern Peru and the wear facets of molariform teeth of Pyrotheria. Journal of Vertebrate Paleontology 26(3):760-769. |            |
| Barguru            | Schwartz, 2006                                                                              | Schwartz, L.R.H. 2006. Miralinidae (Marsupialia: Phalangeroidea) from northern Australia, including the youngest occurrence of the family. Alcheringa 30(2):346. |            |
| Belgicasorex       | Smith & Van den Hoek Ostende, 2006                                                          | Smith, R. & Hoek Ostende, L.W. van den. 2006. A new heterosoricid shrew from the lowermost Oligocene of Europe. Acta Palaeontologica Polonica 51(2):381-384. |            |
| Bolivartherium     | Carlini, Scillato-Yané & Sánchez, 2006                                                      | Carlini, A.A., Scillato-Yané, G.J. & Sánchez, R. 2006. New Mylodontoidea (Xenarthra, Phyllophaga) from the Middle Miocene-Pliocene of Venezuela. Journal of Systematic Palaeontology 4(3):255-267. |            |
| Boualitomus        | Gheerbrant, Iarochene, Amaghzaz & Bouya, 2006                                               | Gheerbrant, E., Iarochene, M., Amaghzaz, M. & Bouya, B. 2006. Early African hyaenodontid mammals and their bearing on the origin of the Creodonta. Geological Magazine 143(4):475-489. |            |
| Bounodus           | Carlini, Gelfo & Sánchez, 2006                                                              | Carlini, A.A., Gelfo, J.N. & Sánchez, R. 2006. A new Megadolodinae (Mammalia, Litopterna, Proterotheriidae) from the Urumaco Formation (Late Miocene) of Venezuela. Journal of Systematic Palaeontology 4:279-284. |            |
| Brygmophyseter     | Kimura, Hasegawa & Barnes, 2006                                                             | Kimura, T., Hasegawa, Y. & Barnes, L.G. 2006. Fossil sperm whales (Cetacea, Physeteridae) from Gunma and Ibaraki prefectures, Japan; with observations on the Miocene fossil sperm whale Scaldicetus shigensis Hirota and Barnes, 1995. Bulletin of the Gunma Museum of Natural History 10: 1-23.                                                                     |            |
| Castorocauda       | Ji, Luo, Yuan & Tabrum, 2006                                                                | Ji, Q., Luo, Z.-X., Yuan, C.-X. & Tabrum, A.R. 2006. A swimming mammaliaform from the Middle Jurassic and ecomorphological diversification of early mammals. Science 311:1123-1127. |            |
| Chamitataxus       | Owen, 2006                                                                                  | Owen, P.R. 2006. Description of a new Late Miocene American badger (Taxiidinae) utilizing high-resolution X-ray computed tomography. Palaeontology 49(5):999-1011. |            |
| Chaprongictis      | Peigne, Chaimanee, Yamee, Srisuk, Marandat & Jaeger, 2006                                   | Peigne, S., Chaimanee, Y., Yamee, C., Srisuk, P., Marandat, B. & Jaeger, J.-J. 2006. A new member of the Mustelida (Mammalia: Carnivora) from the Paleogene of southern Asia. Journal of Vertebrate Paleontology 26(3):788-793. |            |
| Cryptomanis        | Gaudin, Emry & Pogue, 2006                                                                  | Gaudin, T.J., Emry, R.J. & Pogue, B. 2006. A new genus and species of pangolin (Mammalia, Pholidota) from the Late Eocene of Inner Mongolia. Journal of Vertebrate Paleontology 26(1):146-159. |            |
| Echinolestes       | Maitre, Escarguel & Sigé, 2006                                                              | Eocene Amphilemuridae (Lipotyphla, Mammalia) of western Europe: new taxonomical data. C R Palevol 5(6):816-819. |            |
| Edzenius           | Lopatin, 2006                                                                               | Lopatin, A. 2006. Early Paleogene insectivore mammals of Asia. Paleontological Journal 40(Suppl. 3):205-405. |            |
| Eritreum           | Shoshani, Walter, Abraha, Berhe, Tassy, Sanders, Marchant, Libsekal, Ghirmai & Zinner, 2006 | Shoshani, J., Walter, R.C., Abraha, M., Berhe, S., Tassy, P., Sanders, W.J., Marchant, G.H., Libsekal, Y., Ghirmai, T. & Zinner, D. 2006. A proboscidean from the late Oligocene of Eritrea, a "missing link" between early Elephantiformes and Elephantimorpha, and biogeographic implications. Proceedings of the National Academy of Sciences 103(45):17296-17301. |            |
| Erlikotherium      | Lopatin, 2006                                                                               | Lopatin, A. 2006. Early Paleogene insectivore mammals of Asia. Paleontological Journal 40(Suppl. 3):205-405. |            |
| Eurohippus         | Franzen, 2006                                                                               | Franzen, J.L. 2006. Eurohippus n.g., a new genus of horses from the Middle to Late Eocene of Europe. Senckenbergiana Lethaea 86(1):97-104. |            |
| Hesperaletes       | Colbert, 2006                                                                               | Colbert, M.W. 2006. Hesperaletes (Mammalia: Perissodactyla), a new tapiroid from the Middle Eocene of southern California. Journal of Vertebrate Paleontology 26(3):697-711. |            |
| Heteroeomys        | Qiu, 2006                                                                                   | Qiu, Z.-D. 2006. Eomyids (Mammalia: Rodentia) from the Late Miocene Lufeng and Yuanmou hominoid localities, Yunnan. Vertebrata PalAsiatica 44(4):307-319. |            |
| Horolodectes       | Scott, Webb & Fox, 2006                                                                     | Scott, C.S., Webb, M.W. & Fox, R.C. 2006. Horolodectes sunae, an enigmatic mammal from the Late Paleocene of Alberta, Canada. Journal of Paleontology 80(5):1009-1025. |            |
| Ignigena           | Hitz, Flynn & Wyss, 2006                                                                    | Hitz, R.B., Flynn, J.J. & Wyss, A.R. 2006. New basal Interatheriidae (Typotheria, Notoungulata, Mammalia) from the Paleogene of central Chile. American Museum Novitates 3520:1-32. |            |
| Indobune           | Rose, Smith, Rana, Sahni, Sing, Missiaen & Folie, 2006                                      | Rose, K.D., Smith, T., Rana, R.S., Sahni, A., Sing, H., Missiaen, P. & Folie, A. 2006. Early Eocene (Ypresian) continental vertebrate assemblage from India, with description of a new anthracobunid (Mammalia, Tethytheria). Journal of Vertebrate Paleontology 26 (1): 219-225.                                                                                     |            |
| Itatodon           | Lopatin & Averianov, 2006                                                                   | Lopatin, A.V. & Averianov, A.O. 2006. [Een nieuwe docodont (Docodonta, Mammalia) uit het Midden-Jura van Siberië]. Doklady Akademii Nauk 405(2):277–279 (in het Russisch). |            |
| Janjucetus         | Fitzgerald, 2006                                                                            | Fitzgerald, E.M.G. 2006. A bizarre new toothed mysticete (Cetacea) from Australia and the early evolution of baleen whales. Proceedings of the Royal Society (B)273(1604):2955-2963. |            |
| Johnbell           | Hitz, Flynn & Wyss, 2006                                                                    | Hitz, R.B., Flynn, J.J. & Wyss, A.R. 2006. New basal Interatheriidae (Typotheria, Notoungulata, Mammalia) from the Paleogene of central Chile. American Museum Novitates 3520:1-32. |            |
| Kalitherium        | Bajpai, Kapur, Thewissen, Das & Tiwari, 2006                                                | Bajpai, S., Kapur, V.V., Thewissen, J.G.M., Das, D.P. & Tiwari, B.N. 2006. New early Eocene cambaytheres (Perissodactyla, Mammalia) from the Vastan Lignite Mine (Gujarat, India) and an evaluation of cambaythere relationships. Journal of the Palaeontological Society of India 51 (1): 101-110.                                                                   |            |
| Khaichinula        | Lopatin, 2006                                                                               | Lopatin, A. 2006. Early Paleogene insectivore mammals of Asia. Paleontological Journal 40(Suppl. 3):205-405. |            |
| Killikaike         | Tejedor, Tauber, Rosenberger, Swisher & Palacios, 2006                                      | Tejedor, M.F., Tauber, A.A., Rosenberger, A.L., Swisher, C.C. & Palacios, M.E. 2006. New primate genus from the Miocene of Argentina. Proceedings of the National Academy of Sciences 103(14):5437-5441. |            |
| Maastrichtidelphys | Martin, Case, Jagt, Schulp & Mulder, 2006                                                   | Martin, J.E., Case, J.A., Jagt, J.W.M., Schulp, A.S. & Mulder, E.W.A. 2006. A New European Marsupial Indicates a Late Cretaceous High-Altitude Transatlantic Dispersal Route. Journal of Mammalian Evolution 12(3-4):495-511. |            |
| Microgalericulus   | Lopatin, 2006                                                                               | Lopatin, A. 2006. Early Paleogene insectivore mammals of Asia. Paleontological Journal 40(Suppl. 3):205-405. |            |
| Mikrotia           | Freudenthal, 2006                                                                           | Freudenthal, M. 2006. Mikrotia nomen novum for Microtia Freudenthal 1976 (Mammalia, Rodentia). Journal of Vertebrate Paleontology 26(3):784. |            |
| Mirandabradys      | Carlini, Scillato-Yané & Sánchez, 2006                                                      | Carlini, A.A., Scillato-Yané, G.J. & Sánchez, R. 2006. New Mylodontoidea (Xenarthra, Phyllophaga) from the Middle Miocene-Pliocene of Venezuela. Journal of Systematic Palaeontology 4(3):255-267. |            |
| Muangthanhinius    | Marivaux, Chaimanee, Tafforeau & Jaeger, 2006                                               | Marivaux, L., Chaimanee, Y., Tafforeau, P. & Jaeger, J.-J. 2006. New strepsirrhine primate from the late Eocene of peninsular Thailand (Krabi Basin). American Journal of Physical Anthropology 130: 425-434. |            |
| Naganocetus        | Bianucci & Landini, 2006                                                                    | Bianucci, G. & Landini, W. 2006. Killer sperm whale: a new basal physeteroid (Mammalia, Cetacea) from the Late Miocene of Italy. Zoological Journal of the Linnean Society 148: 103-131. |            |
| Oncocherus         | Scott, 2006                                                                                 | Scott, S.C. 2006. A new erinaceid (Mammalia, Insectivora) from the Late Paleocene of western Canada. Canadian Journal of Earth Sciences 43 (11): 1695-1709. |            |
| Ordolestes         | Lopatin, 2006                                                                               | Lopatin, A. 2006. Early Paleogene insectivore mammals of Asia. Paleontological Journal 40(Suppl. 3):205-405. |            |
| Pinoryctes         | Lopatin, 2006                                                                               | Lopatin, A. 2006. Early Paleogene insectivore mammals of Asia. Paleontological Journal 40(Suppl. 3):205-405. |            |
| Plesiacarechimys   | Vucetich & Vieytes, 2006                                                                    | A Middle Miocene primitive octodontoid rodent and its bearing on the early evolutionary history of the Octodontoidea. Palaeontogr. Abt. A Palaeozool.-Stratigr. 277(1-6):83. |            |
| Plesieomys         | Qiu, 2006                                                                                   | Qiu, Z.-D. 2006. Eomyids (Mammalia: Rodentia) from the Late Miocene Lufeng and Yuanmou hominoid localities, Yunnan. Vertebrata PalAsiatica 44(4):307-319. |            |
| Proeremotherium    | Carlini, Brandoni & Sánchez, 2006                                                           | Carlini, A.A., Brandoni, D. & Sánchez, R. 2006. First megatheriines (Xenarthra, Phyllophaga, Megatheriidae) from the Urumaco (Late Miocene) and Codore (Pliocene) Formations, Estado Falcón, Venezuela. Journal of Systematic Palaeontology 4(3):269-278. |            |
| Proterozetes       | Barnes, Ray & Koretsky, 2006                                                                | Barnes, L.G., Ray, C.E. & Koretsky, I. 2006. A new Pliocene sea lion, Proterozetes ulysses (Mammalia: Otariidae) from Oregon, U.S.A. Mesozoic and Cenozoic Vertebrates and Paleoenvironments 57-77. |            |
| Protogalericius    | Lopatin, 2006                                                                               | Lopatin, A. 2006. Early Paleogene insectivore mammals of Asia. Paleontological Journal 40(Suppl. 3):205-405. |            |
| Pseudotaria        | Kohno, 2006                                                                                 | Kohno, N. 2006. A new Miocene odobenid (Mammalia: Carnivora) from Hokkaido, Japan, and its implications for odobenid phylogeny. Journal of Vertebrate Paleontology 26 (2): 411-421. |            |
| Scaphohippus       | Pagnac, 2006                                                                                | Pagnac, D. 2006. Scaphohippus, a new genus of horse (Mammalia: Equidae) from the Barstow Formation of California. Journal of Mammalian Evolution 13(1):37-61. |            |
| Selenetherium      | Mackaye, Brunet & Tassy, 2006                                                               | Mackaye, H.T., Brunet, M. & Tassy, P. 2006. Selenetherium kolleensis nov. gen. nov. sp. : un nouveau Proboscidea (Mammalia) dans le Pliocène tchadien. Geobios 38:765-777. |            |
| Siamolophus        | Ducroq, Chaimanee, Jaeger & Métais, 2006                                                    | Ducrocq, S., Chaimanee, Y., Jaeger, J.-J. & Métais, G. 2006. A new ceratomorph (Perissodactyla, Mammalia) from the late Eocene of southeast Asia. Journal of Vertebrate Paleontology 26 (4): 1024-1027. |            |
| Simojovelhyus      | Ferrusquía-Villafranca, 2006                                                                | Ferrusquía-Villafranca, I. 2006. The first Paleogene mammal record of Middle America: Simojovelhyus pocitosense (Helohyidae, Mammalia). |            |
| Skopaiolophus      | Métais, Soeb & Ducrocq, 2006                                                                | Métais, G., Soeb, A.N. & Ducrocq, S. 2006. A new basal tapiromorph (Perissodactyla, Mammalia) from the middle Eocene of Myanmar. Geobios 39(4):513-519. |            |
| Solimoea           | Kay & Cozzuol, 2006                                                                         | Kay, R.F. & Cozzuol, M.A. 2006. New platyrrhine monkeys from the Solimoes Formation (late Miocene, Acre State, Brazil. Journal of Human Evolution 50(6):673-686. |            |
| Sophianaecetus     | Kazár, 2006                                                                                 | Kazár, E. 2006. Sophianaecetus, a replacement name for Mediocris (Cetacea: Delphinoidea: Kentriodontidae). Fossil Record - Mitteilungen aus dem Museum für Naturkunde in Berlin 9(2):260. |            |
| Tainotherium       | Turvey, Grady & Rye, 2006                                                                   | Turvey, S.T., Grady, F.V. & Rye, P. 2006. A new genus and species of 'giant hutia' (Tainotherium valei) from the Quaternary of Puerto Rico: an extinct arboreal quadruped? Journal of Zoology (London) 270(4):585-594. |            |
| Thandaungia        | Métais, 2006                                                                                | Métais, G. 2006. New basal selenodont artiodactyls from the Pondaung Formation (late middle Eocene, Myanmar) and the phylogenetic relationships of early ruminants. Annals of Carnegie Museum 75 (1): 51-67. |            |
| Titanocetus        | Bisconti, 2006                                                                              | Bisconti, M. 2006. Titanocetus, a new baleen whale from the middle Miocene of northern Italy (Mammalia, Cetacea, Mysticeti). Journal of Vertebrate Paleontology 26 (2): 344-354. |            |
| Tugenictis         | Morales & Pickford, 2006                                                                    | Morales, J. & Pickford, M. 2006. Carnivores from the Middle Miocene Ngorora Formation (13-12 Ma), Kenya. Estudios Geologicos 61:271-284. |            |
| Uchkudukodon       | Archibald & Averianov, 2006                                                                 | Archibald, J.D. & Averianov, A.O. 2006. Late Cretaceous asioryctitherian eutherian mammals from Uzbekistan and phylogenetic analysis of Asioryctitheria. Acta Palaeontologica Polonica 51(2):351-376. |            |
| Urumaquia          | Carlini, Brandoni & Sánchez, 2006                                                           | Carlini, A.A., Brandoni, D. & Sánchez, R. 2006. First megatheriines (Xenarthra, Phyllophaga, Megatheriidae) from the Urumaco (Late Miocene) and Codore (Pliocene) Formations, Estado Falcón, Venezuela. Journal of Systematic Palaeontology 4(3):269-278. |            |
| Volaticotherium    | Meng, Hu, Wang, Wang & Li, 2006                                                             | Meng, J., Hu, Y., Wang, Y., Wang, X. & Li, C. 2006. A Mesozoic gliding mammal from northeastern China. Nature 444:889-893. |            |
| Zephyreduncinus    | Vrba & Haile-Selassie, 2006                                                                 | Vrba, E.S. & Haile-Selassie, Y. 2006. A new antelope, Zephyreduncinus oundagaisus (Reduncini, Artiodactyla, Bovidae), from the Late Miocene of the Middle Awash, Afar Rift, Ethiopia. Journal of Vertebrate Paleontology 26(1):213-218. |            |
| Zhangolestes       | Zan, Wood, Rougier, Jin, Chen & Schaff, 2006                                                | Zan, S., Wood, C.B., Rougier, G.W., Jin, L., Chen, J. & Schaff, C.R. 2006. A new "middle" Cretaceous zalambdalestid mammal, from a new locality in Jilin Province, northeastern China. Journal of the Paleontological Society of Korea 22(1):153-172. |            |
| Zhigdenia          | Lopatin, 2006                                                                               | Lopatin, A. 2006. Early Paleogene insectivore mammals of Asia. Paleontological Journal 40(Suppl. 3):205-405. |            |
| Zygophyseter       | Bianucci & Landini, 2006                                                                    | Bianucci, G. & Landini, W. 2006. Killer sperm whale: a new basal physeteroid (Mammalia, Cetacea) from the Late Miocene of Italy. Zoological Journal of the Linnean Society 148:103-131. |            |

## Fossiele soorten
| Naam                           | Auteur                                                                                      | Referentie | Commentaar                                                     |
| ------------------------------ | ------------------------------------------------------------------------------------------- | --- | -------------------------------------------------------------- |
| Acrecebus fraileyi             | Kay & Cozzuol, 2006                                                                         | Kay, R.F. & Cozzuol, M.A. 2006. New platyrrhine monkeys from the Solimoes Formation (late Miocene, Acre State, Brazil. Journal of Human Evolution 50(6):673-686. |                                                                |
| Acyon myctoderos               | Forasiepi, Sánchez-Villagra, Goin, Takai, Shigehara & Kay, 2006                             | Forasiepi, A.M., Sánchez-Villagra, M.R., Goin, F.J., Takai, M., Shigehara, N. & Kay, R.F. 2006. A new species of Hathliacynidae (Metatheria, Sparassodonta) form the Middle Miocene of Quebrada Honda, Bolivia. Journal of Vertebrate Paleontology 26(3):670-684. |                                                                |
| Agnotherium kiptalami          | Morales & Pickford, 2006                                                                    | Morales, J. & Pickford, M. 2006. Carnivores from the Middle Miocene Ngorora Formation (13-12 Ma), Kenya. Estudios Geologicos 61:271-284. |                                                                |
| Akidolestes cifelli            | Li & Luo, 2006                                                                              | Li, G. & Luo, Z.-X. 2006. A Cretaceous symmetrodont therian with some monotreme-like postcranial features. Nature 439: 195-200. |                                                                |
| Amphigyion straitae            | Gingerich & Smith, 2006                                                                     | Gingerich, P.D. & Smith, T. 2006. Paleocene-Eocene land mammals from three new latest Clarkforkian and earliest Wasatchian wash sites at Polecat Bench in the northern Bighorn Basin, Wyoming. Contributions from the Museum of Paleontology, University of Michigan 31 (11): 245-303.                                                                                |                                                                |
| Amphilemur oltinus             | Maitre, Escarguel & Sigé, 2006                                                              | Eocene Amphilemuridae (Lipotyphla, Mammalia) of western Europe: new taxonomical data. C R Palevol 5(6):816-819. |                                                                |
| Apeomyoides savagei            | Smith, Cifelli & Czaplewski, 2006                                                           | Smith, K.S., Cifelli, R.L. & Czaplewski, N.J. 2006. A new genus of eomyid rodent from the Miocene of Nevada. Acta Palaeontologica Polonica 51(2):385-392. |                                                                |
| Aquiladelphis laurae           | Eaton, 2006                                                                                 | Eaton, J.G. 2006. Late Cretaceous mammals from Cedar Canyon, southwestern Utah. Late Cretaceous Vertebrates from the Western Interior. New Mexico Museum of Natural History and Science Bulletin 35: 373-402. |                                                                |
| Arabosminthus isabellae        | López-Antoñanzas & Sen, 2006                                                                | López-Antoñanzas, R. & Sen, S. 2006. New Saudi Arabian Miocene jumping mouse (Zapodidae): systematics and phylogeny. Journal of Vertebrate Paleontology 26(1):170-181. |                                                                |
| Arabosminthus quadratus        | López-Antoñanzas & Sen, 2006                                                                | López-Antoñanzas, R. & Sen, S. 2006. New Saudi Arabian Miocene jumping mouse (Zapodidae): systematics and phylogeny. Journal of Vertebrate Paleontology 26(1):170-181. |                                                                |
| Archaeoziphius microglenoideus | Lambert & Louwye, 2006                                                                      | Lambert, O. & Louwye, S. Archaeoziphius microglenoideus, a new primitive beaked whale (Mammalia, Cetacea, Odontoceti) from the Middle Miocene of Belgium. Journal of Vertebrate Paleontology 26(1):182-191. |                                                                |
| Archaeschrichtius ruggieroi    | Bisconti & Varola, 2006                                                                     | Bisconti, M. & Varola, A. 2006. The oldest eschrictiid mysticete: and a new morphological diagnosis of Eschrichtiidae (gray whales). Rivista Italiana di Paleontologia e Stratigafia 112 (3): 447-457. |                                                                |
| Bagalestes trofimovi           | Lopatin, 2006                                                                               | Lopatin, A. 2006. Early Paleogene insectivore mammals of Asia. Paleontological Journal 40(Suppl. 3):205-405. |                                                                |
| Baguatherium jaureguii         | Salas, Sánchez & Chacaltano, 2006                                                           | Salas, R., Sánchez, J. & Chacaltano, C. 2006. A new pre-Deseadan pyrothere (Mammalia) from northern Peru and the wear facets of molariform teeth of Pyrotheria. Journal of Vertebrate Paleontology 26(3):760-769. |                                                                |
| Barguru kayir                  | Schwartz, 2006                                                                              | Schwartz, L.R.H. 2006. Miralinidae (Marsupialia: Phalangeroidea) from northern Australia, including the youngest occurrence of the family. Alcheringa 30(2):346. |                                                                |
| Barguru kula                   | Schwartz, 2006                                                                              | Schwartz, L.R.H. 2006. Miralinidae (Marsupialia: Phalangeroidea) from northern Australia, including the youngest occurrence of the family. Alcheringa 30(2):346. |                                                                |
| Barguru maru                   | Schwartz, 2006                                                                              | Schwartz, L.R.H. 2006. Miralinidae (Marsupialia: Phalangeroidea) from northern Australia, including the youngest occurrence of the family. Alcheringa 30(2):346. |                                                                |
| Belgicasorex ramboeri          | Smith & Van den Hoek Ostende, 2006                                                          | Smith, R. & Hoek Ostende, L.W. van den. 2006. A new heterosoricid shrew from the lowermost Oligocene of Europe. Acta Palaeontologica Polonica 51(2):381-384. |                                                                |
| Bharatisiren indica            | Bajpai, Thewissen, Kapur, Tiwari & Sahni, 2006                                              | Bajpai, S., Thewissen, J.G.M., Kapur, V.V., Tiwari, B.N. & Sahni, A. 2006. Eocene and Oligocene sirenians (Mammalia) from Kachchh, India. Journal of Vertebrate Paleontology 26 (2): 400-410. |                                                                |
| Boualitomus marocanensis       | Gheerbrant, Iarochene, Amaghzaz & Bouya, 2006                                               | Gheerbrant, E., Iarochene, M., Amaghzaz, M. & Bouya, B. 2006. Early African hyaenodontid mammals and their bearing on the origin of the Creodonta. Geological Magazine 143(4):475-489. |                                                                |
| Bounodus enigmaticus           | Carlini, Gelfo & Sánchez, 2006                                                              | Carlini, A.A., Gelfo, J.N. & Sánchez, R. 2006. A new Megadolodinae (Mammalia, Litopterna, Proterotheriidae) from the Urumaco Formation (Late Miocene) of Venezuela. Journal of Systematic Palaeontology 4:279-284. |                                                                |
| Bubalus cebuensis              | Croft, Heaney, Flynn & Bautista, 2006                                                       | Croft, D.A., Heaney, L.R., Flynn, J.J. & Bautista, A.P. 2006. Fossil remains of a new, diminutive Bubalus (Artiodactyla: Bovidae: Bovini) from Cebu Island, Philippines. Journal of Mammalogy 87(5):1037-1051. |                                                                |
| Castorocauda lutrasimilis      | Ji, Luo, Yuan & Tabrum, 2006                                                                | Ji, Q., Luo, Z.-X., Yuan, C.-X. & Tabrum, A.R. 2006. A swimming mammaliaform from the Middle Jurassic and ecomorphological diversification of early mammals. Science 311:1123-1127. |                                                                |
| Chamitataxus avitus            | Owen, 2006                                                                                  | Owen, P.R. 2006. Description of a new Late Miocene American badger (Taxiidinae) utilizing high-resolution X-ray computed tomography. Palaeontology 49(5):999-1011. |                                                                |
| Chaprongictis phetchaburiensis | Peigne, Chaimanee, Yamee, Srisuk, Marandat & Jaeger, 2006                                   | Peigne, S., Chaimanee, Y., Yamee, C., Srisuk, P., Marandat, B. & Jaeger, J.-J. 2006. A new member of the Mustelida (Mammalia: Carnivora) from the Paleogene of southern Asia. Journal of Vertebrate Paleontology 26(3):788-793. |                                                                |
| Cimolodon wardi                | Eaton, 2006                                                                                 | Eaton, J.G. 2006. Late Cretaceous mammals from Cedar Canyon, southwestern Utah. Late Cretaceous Vertebrates from the Western Interior. New Mexico Museum of Natural History and Science Bulletin 35: 373-402. |                                                                |
| Cryptomanis gobiensis          | Gaudin, Emry & Pogue, 2006                                                                  | Gaudin, T.J., Emry, R.J. & Pogue, B. 2006. A new genus and species of pangolin (Mammalia, Pholidota) from the Late Eocene of Inner Mongolia. Journal of Vertebrate Paleontology 26(1):146-159. |                                                                |
| Dermotherium chimaera          | Marivaux et al., 2006                                                                       | Marivaux, L., Bocat, L., Chaimanee, Y., Jaeger, J.-J., Marandat, B., Srisuk, P., Tafforeau, P., Yamee, C. & Welcomme, J.-L. 2006. Cynocephalid dermopterans from the Palaeogene of South Asia (Thailand, Myanmar and Pakistan): systematic, evolutionary and palaeobiogeographic implications. Zoologica Scripta 35:395- 420.                                         |                                                                |
| Desmanella gudrunae            | Van den Hoek Ostende & Fejfar, 2006                                                         | Hoek Ostende, L.W. van den & Fejfar, O., 2006. Erinaceidae and Talpidae (Erinaceomorpha, Soricomorpha, Mammalia) from the Lower Miocene of Merkur-Nord (Czech Republic, MN 3). Beiträge zur Paläontologie 30:175–203. |                                                                |
| Didelphis solimoensis          | Cozzuol, Goin, De Los Reyes & Ranzi, 2006                                                   | Cozzuol, M.A., Goin, F., De Los Reyes, M. & Ranzi, A. 2006. The oldest species of Didelphis (Mammalia, Marsupialia, Didelphidae), from the Late Miocene of Amazonia. Journal of Mammalogy 87(4):663-667. |                                                                |
| Dolichopithecus balcanicus     | Spassov & Geraads, 2006                                                                     | Spassov, N. & Geraads, D. 2006. Dolichopithecus balcanicus sp. nov., a new Colobinae (Primates, Cercopithecidae) from the early Pliocene of southeastern Europe, with a discussion on the taxonomy of the genus. Journal of Human Evolution 52(4):434-442. |                                                                |
| Dryomys apulus                 | Freudenthal & Martin-Suarez, 2006                                                           | Freudenthal, M. & Martín-Suárez, E. 2006. Gliridae (Rodentia, Mammalia) from the Late Miocene Fissure Filling Biancone 1 (Gargano, Province of Foggia, Italy). Palaeontologia Elektronica 9(2):6A;23 pp. |                                                                |
| Echinolestes quercyi           | Maitre, Escarguel & Sigé, 2006                                                              | Eocene Amphilemuridae (Lipotyphla, Mammalia) of western Europe: new taxonomical data. C R Palevol 5(6):816-819. |                                                                |
| Edzenius lus                   | Lopatin, 2006                                                                               | Lopatin, A. 2006. Early Paleogene insectivore mammals of Asia. Paleontological Journal 40(Suppl. 3):205-405. |                                                                |
| Eolestes tianshanicus          | Averianov & Godinot, 2006                                                                   | Averianov, A.O. & Godinot, M. 2006. Ceratomorphs (Mammalia, Perissodactyla) from the early Eocene Andarak 2 locality in Kyrgyzstan. Geodiversitas 27(2):221-237. |                                                                |
| Eomellivora tugenensis         | Morales & Pickford, 2006                                                                    | Morales, J. & Pickford, M. 2006. Carnivores from the Middle Miocene Ngorora Formation (13-12 Ma), Kenya. Estudios Geologicos 61:271-284. |                                                                |
| Eotheroides babiae             | Bajpai, Thewissen, Kapur, Tiwari & Sahni, 2006                                              | Bajpai, S., Thewissen, J.G.M., Kapur, V.V., Tiwari, B.N. & Sahni, A. 2006. Eocene and Oligocene sirenians (Mammalia) from Kachchh, India. Journal of Vertebrate Paleontology 26 (2): 400-410. |                                                                |
| Eritreum melakeghebrekristoi   | Shoshani, Walter, Abraha, Berhe, Tassy, Sanders, Marchant, Libsekal, Ghirmai & Zinner, 2006 | Shoshani, J., Walter, R.C., Abraha, M., Berhe, S., Tassy, P., Sanders, W.J., Marchant, G.H., Libsekal, Y., Ghirmai, T. & Zinner, D. 2006. A proboscidean from the late Oligocene of Eritrea, a "missing link" between early Elephantiformes and Elephantimorpha, and biogeographic implications. Proceedings of the National Academy of Sciences 103(45):17296-17301. |                                                                |
| Erlikotherium edentatum        | Lopatin, 2006                                                                               | Lopatin, A. 2006. Early Paleogene insectivore mammals of Asia. Paleontological Journal 40(Suppl. 3):205-405. |                                                                |
| Eumyarion orhani               | De Bruijn, Mayda, Van den Hoek Ostende, Kaya & Saraç, 2006                                  | Bruijn, H. de, Mayda S., Hoek Ostende, L. van den, Kaya, T. & Saraç, G., 2006. Small mammals from the Early Miocene of Sabuncubeli (Manisa, S.W. Anatolia, Turkey). Beiträge zur Paläontologie 30: 57–87. |                                                                |
| Eurolistriodon tenarezensis    | Orliac, 2006                                                                                | Orliac, M.J. 2006. Eurolistriodon tenarezensis, sp. nov., from Montréal-du-Gers (France): implications for the systematics of the European Listriodontinae (Suidae, Mammalia). Journal of Vertebrate Paleontology 26(4):967-980. |                                                                |
| Euronyctia belgica             | Smith, 2006                                                                                 | Smith, R. 2006. Le genre Euronyctia (Nyctitheriidae, Mammalia) en Europe Occidentale. Strata 13: 229-241. |                                                                |
| Euronyctia saturninensis       | Smith, 2006                                                                                 | Smith, R. 2006. Le genre Euronyctia (Nyctitheriidae, Mammalia) en Europe Occidentale. Strata 13: 229-241. |                                                                |
| Fahlbuschia sacedoniensis      | Freudenthal, 2006                                                                           | Freudenthal, M. 2006. The status of Democricetodon, Fahlbuschia, Pseudofahlbuschia and Renzimys (Cricetidae, Mammalia). A reply to Van der Meulen et al. (2004). Geobios 39:43-55. |                                                                |
| Galerix kostakii               | Doukas & Van den Hoek Ostende, 2006                                                         | Doukas, C.S. & Hoek Ostende, L.W. van den. 2006. Insectivores (Erinaceomorpha, Soricomorpha; Mammalia) from Karydia and Komotini (Thrace, Greece; MN 4/5). Beiträge zur Paläontologie 30:109–131. |                                                                |
| Glirudinus intermedius         | Aguilar & Lazzari, 2006                                                                     | Aguilar J.-P. & Lazzari V. 2006. Nouvelles espèces de gliridés du gisement karstique de Blanquatère 1 (Miocène moyen, sud de la France). Geodiversitas 28(2):277-295. |                                                                |
| Glirudinus magnus              | Aguilar & Lazzari, 2006                                                                     | Aguilar J.-P. & Lazzari V. 2006. Nouvelles espèces de gliridés du gisement karstique de Blanquatère 1 (Miocène moyen, sud de la France). Geodiversitas 28(2):277-295. |                                                                |
| Haplomylus zalmouti            | Gingerich & Smith, 2006                                                                     | Gingerich, P.D. & Smith, T. 2006. Paleocene-Eocene land mammals from three new latest Clarkforkian and earliest Wasatchian wash sites at Polecat Bench in the northern Bighorn Basin, Wyoming. Contributions from the Museum of Paleontology, University of Michigan 31 (11): 245-303.                                                                                |                                                                |
| Hemihegetotherium trilobus     | Croft & Anaya, 2006                                                                         | Croft, D.A. & Anaya, F. 2006. A new middle Miocene hegetotheriid (Notoungulata: Typotheria) and a phylogeny of the Hegetotheriidae. Journal of Vertebrate Paleontology 26 (2): 387-399. |                                                                |
| Hesperaletes borineyi          | Colbert, 2006                                                                               | Colbert, M.W. 2006. Hesperaletes (Mammalia: Perissodactyla), a new tapiroid from the Middle Eocene of southern California. Journal of Vertebrate Paleontology 26(3):697-711. |                                                                |
| Hesperaletes walshi            | Colbert, 2006                                                                               | Colbert, M.W. 2006. Hesperaletes (Mammalia: Perissodactyla), a new tapiroid from the Middle Eocene of southern California. Journal of Vertebrate Paleontology 26(3):697-711. |                                                                |
| Heteroeomys yunnanensis        | Qiu, 2006                                                                                   | Qiu, Z.-D. 2006. Eomyids (Mammalia: Rodentia) from the Late Miocene Lufeng and Yuanmou hominoid localities, Yunnan. Vertebrata PalAsiatica 44(4):307-319. |                                                                |
| Hipparion laromae              | Pesquero, Alberdi & Alcalá, 2006                                                            | Pesquero, M.D., Alberdi, M.T. & Alcalá, L. 2006. New species of Hipparion from La Roma 2 (Late Vallesian; Teruel Spain): a study of the morphological and biometric variability of Hipparion primigenium. Journal of Paleontology 80 (2): 343-356. |                                                                |
| Hispanomys daamsi              | Agustí, Casanovas-Vilar & Furió, 2006                                                       | Agustí, J., Casanovas-Vilar, I. & Furió, M. 2006. Rodents, insectivores and chiropterans (Mammalia) from the late Aragonian of Can Missert (Middle Miocene, Vallès-Penedès Basin, Spain). Geobios 38:575-583. |                                                                |
| Hoplocetus ritzi               | Hampe, 2006                                                                                 | HAMPE, O. 2006. Middle/late Miocene hoplocetine sperm whale remains (Odontoceti: Physeteridae) of North Germany with an emended clasification of Hoplocetinae. Fossil Record 9 (1): 61-86. |                                                                |
| Horolodectes sunae             | Scott, Webb & Fox, 2006                                                                     | Scott, C.S., Webb, M.W. & Fox, R.C. 2006. Horolodectes sunae, an enigmatic mammal from the Late Paleocene of Alberta, Canada. Journal of Paleontology 80(5):1009-1025. |                                                                |
| Ignigena minisculus            | Hitz, Flynn & Wyss, 2006                                                                    | Hitz, R.B., Flynn, J.J. & Wyss, A.R. 2006. New basal Interatheriidae (Typotheria, Notoungulata, Mammalia) from the Paleogene of central Chile. American Museum Novitates 3520:1-32. |                                                                |
| Indobune vastanensis           | Rose, Smith, Rana, Sahni, Sing, Missiaen & Folie, 2006                                      | Rose, K.D., Smith, T., Rana, R.S., Sahni, A., Sing, H., Missiaen, P. & Folie, A. 2006. Early Eocene (Ypresian) continental vertebrate assemblage from India, with description of a new anthracobunid (Mammalia, Tethytheria). Journal of Vertebrate Paleontology 26 (1): 219-225.                                                                                     |                                                                |
| Itatodon tatarinovi            | Lopatin & Averianov, 2006                                                                   | Lopatin, A.V. & Averianov, A.O. 2006. [Een nieuwe docodont (Docodonta, Mammalia) uit het Midden-Jura van Siberië]. Doklady Akademii Nauk 405(2):277–279 (in het Russisch). |                                                                |
| Janjucetus hunderi             | Fitzgerald, 2006                                                                            | Fitzgerald, E.M.G. 2006. A bizarre new toothed mysticete (Cetacea) from Australia and the early evolution of baleen whales. Proceedings of the Royal Society (B)273(1604):2955-2963. |                                                                |
| Johnbell hatcheri              | Hitz, Flynn & Wyss, 2006                                                                    | Hitz, R.B., Flynn, J.J. & Wyss, A.R. 2006. New basal Interatheriidae (Typotheria, Notoungulata, Mammalia) from the Paleogene of central Chile. American Museum Novitates 3520:1-32. |                                                                |
| Kalitherium marinus            | Bajpai, Kapur, Thewissen, Das & Tiwari, 2006                                                | Bajpai, S., Kapur, V.V., Thewissen, J.G.M., Das, D.P. & Tiwari, B.N. 2006. New early Eocene cambaytheres (Perissodactyla, Mammalia) from the Vastan Lignite Mine (Gujarat, India) and an evaluation of cambaythere relationships. Journal of the Palaeontological Society of India 51 (1): 101-110.                                                                   |                                                                |
| Khaichinula lupula             | Lopatin, 2006                                                                               | Lopatin, A. 2006. Early Paleogene insectivore mammals of Asia. Paleontological Journal 40(Suppl. 3):205-405. |                                                                |
| Killikaike blakei              | Tejedor, Tauber, Rosenberger, Swisher & Palacios, 2006                                      | Tejedor, M.F., Tauber, A.A., Rosenberger, A.L., Swisher, C.C. & Palacios, M.E. 2006. New primate genus from the Miocene of Argentina. Proceedings of the National Academy of Sciences 103(14):5437-5441. |                                                                |
| Kobus basilcookei              | Vrba, 2006                                                                                  | Vrba, E.S. 2006. A possible ancestor of the living waterbuck and lechwes: Kobus basilcookei sp. nov. (Reduncini, Bovidae, Artiodactyla) from the Early Pliocene of the Middle Awash, Ethiopia. Transactions of the Royal Society of South Africa 61(2):63-74. |                                                                |
| Kuseracolobus hafu             | Hlusko, 2006                                                                                | Hlusko, L.J. 2006. A new large Pliocene colobine species (Mammalia: Primates) from Asa Issie, Ethiopia. Geobios 39:57-69. |                                                                |
| Leptodontomys pusillus         | Qiu, 2006                                                                                   | Qiu, Z.-D. 2006. Eomyids (Mammalia: Rodentia) from the Late Miocene Lufeng and Yuanmou hominoid localities, Yunnan. Vertebrata PalAsiatica 44(4):307-319. |                                                                |
| Linnania progressus            | Huang, 2006                                                                                 | Huang, X.-S. 2006. A new anagalid (Anagalida, Mammalia) from the Paleocene of Nanxiong basin, Gangdong Province. Vertebrata PalAsiatica 44(3):274-277. |                                                                |
| Luantus toldensis              | Kramarz, 2006                                                                               | Kramarz, G. 2006. Eocardiids (Rodentia, Hystricognathi) from the Pinturas Formation, late Early Miocene of Patagonia, Argentina. Journal of Vertebrate Paleontology 26(3):770-778. |                                                                |
| Maastrichtidelphys meurismeti  | Martin, Case, Jagt, Schulp & Mulder, 2006                                                   | Martin, J.E., Case, J.A., Jagt, J.W.M., Schulp, A.S. & Mulder, E.W.A. 2006. A New European Marsupial Indicates a Late Cretaceous High-Altitude Transatlantic Dispersal Route. Journal of Mammalian Evolution 12(3-4):495-511. |                                                                |
| Macrocranion huerzeleri        | Maitre, Escarguel & Sigé, 2006                                                              | Eocene Amphilemuridae (Lipotyphla, Mammalia) of western Europe: new taxonomical data. C R Palevol 5(6):816-819. |                                                                |
| Macrocranion storchi           | Maitre, Escarguel & Sigé, 2006                                                              | Eocene Amphilemuridae (Lipotyphla, Mammalia) of western Europe: new taxonomical data. C R Palevol 5(6):816-819. |                                                                |
| Macrocranion sudrei            | Maitre, Escarguel & Sigé, 2006                                                              | Eocene Amphilemuridae (Lipotyphla, Mammalia) of western Europe: new taxonomical data. C R Palevol 5(6):816-819. |                                                                |
| Megaloceros sardus             | Van der Made & Palombo, 2006                                                                | Megaloceros sardus n. sp., a large deer from the Pleistocene of Sardinia. Hellenic Journal of Geosciences 41(1):165 |                                                                |
| Microgalericulus esuriens      | Lopatin, 2006                                                                               | Lopatin, A. 2006. Early Paleogene insectivore mammals of Asia. Paleontological Journal 40(Suppl. 3):205-405. |                                                                |
| Microparamys regisylvestris    | Erbajeva, Aleexa & Khenzykhenova, 2006                                                      | Review of the Pliocene-Pleistocene arvicolids of the Baikalian region. Palaeontogr. Abt. A Palaeozool.-Stratigr. 278(1-6):120. |                                                                |
| Microtus sondaari              | Marcolini, Tuveri, Arca & Kotsakis, 2006                                                    | Marcolini, F., Tuveri, C., Arca, M. & Kotsakis, T. 2006. Microtus (Tyrrhenicola) sondaari n. sp. (Arvicolidae, Rodentia) from Monte Tuttavista (Sardinia, Italy). Hellenic Journal of Geosciences 41(1):81. |                                                                |
| Mirandabradys socorrensis      | Carlini, Scillato-Yané & Sánchez, 2006                                                      | Carlini, A.A., Scillato-Yané, G.J. & Sánchez, R. 2006. New Mylodontoidea (Xenarthra, Phyllophaga) from the Middle Miocene-Pliocene of Venezuela. Journal of Systematic Palaeontology 4(3):255-267. |                                                                |
| Mirandabradys urumaquensis     | Carlini, Scillato-Yané & Sánchez, 2006                                                      | Carlini, A.A., Scillato-Yané, G.J. & Sánchez, R. 2006. New Mylodontoidea (Xenarthra, Phyllophaga) from the Middle Miocene-Pliocene of Venezuela. Journal of Systematic Palaeontology 4(3):255-267. |                                                                |
| Mirandabradys zabasi           | Carlini, Scillato-Yané & Sánchez, 2006                                                      | Carlini, A.A., Scillato-Yané, G.J. & Sánchez, R. 2006. New Mylodontoidea (Xenarthra, Phyllophaga) from the Middle Miocene-Pliocene of Venezuela. Journal of Systematic Palaeontology 4(3):255-267. |                                                                |
| Moeritherium chehbeurameuri    | Delmer, Mahboubi, Tabuce & Tassy, 2006                                                      | Delmer, C., Mahboubi, M., Tabuce, R. & Tassy, P. 2006. A new species of Moeritherium (Proboscidea, Mammalia) from the Eocene of Algeria: New perspectives on the ancestral morphotype of the genus. Palaeontology 49 (2): 421-434. |                                                                |
| Muangthanhinius siami          | Marivaux, Chaimanee, Tafforeau & Jaeger, 2006                                               | Marivaux, L., Chaimanee, Y., Tafforeau, P. & Jaeger, J.-J. 2006. New strepsirrhine primate from the late Eocene of peninsular Thailand (Krabi Basin). American Journal of Physical Anthropology 130: 425-434. |                                                                |
| Neoreomys pinturensis          | Kramarz, 2006                                                                               | Kramarz, A.G. 2006. Neoreomys and Scleromys (Rodentia, Hystricognathi) from the Pinturas Formation, late Early Miocene of Patagonia, Argentina. Rev. Mus. Argentino Cienc. Nat. (n.s.) 8(1):53-62. |                                                                |
| Oncocherus krishtalkai         | Scott, 2006                                                                                 | Scott, S.C. 2006. A new erinaceid (Mammalia, Insectivora) from the Late Paleocene of western Canada. Canadian Journal of Earth Sciences 43 (11): 1695-1709. |                                                                |
| Ordolestes ordinatus           | Lopatin, 2006                                                                               | Lopatin, A. 2006. Early Paleogene insectivore mammals of Asia. Paleontological Journal 40(Suppl. 3):205-405. |                                                                |
| Peradectes minor               | Clemens, 2006                                                                               | Early Paleocene (Puercan) peradectid marsupials from northeastern Montana, North American Western Interior. Palaeontogr. Abt. A Palaeozool.-Stratigr. 277(1-6):26. |                                                                |
| Pinoryctes collector           | Lopatin, 2006                                                                               | Lopatin, A. 2006. Early Paleogene insectivore mammals of Asia. Paleontological Journal 40(Suppl. 3):205-405. |                                                                |
| Pitymimomys koenigswaldi       | Dawson, 2006                                                                                | A new early Eocene Microparamys (Mammalia, Rodentia) from the Wind River Basin, Wyoming. Palaeontogr. Abt. A Palaeozool.-Stratigr. 277(1-6):35. |                                                                |
| Plesiacarechimys koenigswaldi  | Vucetich & Vieytes, 2006                                                                    | A Middle Miocene primitive octodontoid rodent and its bearing on the early evolutionary history of the Octodontoidea. Palaeontogr. Abt. A Palaeozool.-Stratigr. 277(1-6):83. |                                                                |
| Plesieomys mirabilis           | Qiu, 2006                                                                                   | Qiu, Z.-D. 2006. Eomyids (Mammalia: Rodentia) from the Late Miocene Lufeng and Yuanmou hominoid localities, Yunnan. Vertebrata PalAsiatica 44(4):307-319. |                                                                |
| Plesiosorex evolutus           | Ziegler, 2006                                                                               | Ziegler, R. 2006. Insectivores (Lipotyphla) and bats (Chiroptera) from the Late Miocene of Austria. Annalen des Naturhistorischen Museums Wien (A)107:93-196 |                                                                |
| Prodryomys remmerti            | Aguilar & Lazzari, 2006                                                                     | Aguilar J.-P. & Lazzari V. 2006. Nouvelles espèces de gliridés du gisement karstique de Blanquatère 1 (Miocène moyen, sud de la France). Geodiversitas 28(2):277-295. |                                                                |
| Proeremotherium eljebe         | Carlini, Brandoni & Sánchez, 2006                                                           | Carlini, A.A., Brandoni, D. & Sánchez, R. 2006. First megatheriines (Xenarthra, Phyllophaga, Megatheriidae) from the Urumaco (Late Miocene) and Codore (Pliocene) Formations, Estado Falcón, Venezuela. Journal of Systematic Palaeontology 4(3):269-278. |                                                                |
| Proscapanus austriacus         | Ziegler, 2006                                                                               | Ziegler, R. 2006. Insectivores (Lipotyphla) and bats (Chiroptera) from the Late Miocene of Austria. Annalen des Naturhistorischen Museums Wien (A)107:93-196 |                                                                |
| Proscapanus minor              | Ziegler, 2006                                                                               | Ziegler, R. 2006. Insectivores (Lipotyphla) and bats (Chiroptera) from the Late Miocene of Austria. Annalen des Naturhistorischen Museums Wien (A)107:93-196 |                                                                |
| Proterozetes ulysses           | Barnes, Ray & Koretsky, 2006                                                                | Barnes, L.G., Ray, C.E. & Koretsky, I. 2006. A new Pliocene sea lion, Proterozetes ulysses (Mammalia: Otariidae) from Oregon, U.S.A. Mesozoic and Cenozoic Vertebrates and Paleoenvironments 57-77. |                                                                |
| Protogalericius averianovi     | Lopatin, 2006                                                                               | Lopatin, A. 2006. Early Paleogene insectivore mammals of Asia. Paleontological Journal 40(Suppl. 3):205-405. |                                                                |
| Pseudoglyptodon chilensis      | McKenna, Wyss & Flynn, 2006                                                                 | McKenna, M.C., Wyss, A.R. & Flynn, J.J. 2006. Paleogene pseudoglyptodont xenarthrans from central Chile and Argentine Patagonia. American Museum Novitates 3536:1-18. |                                                                |
| Pseudotaria muramotoi          | Kohno, 2006                                                                                 | Kohno, N. 2006. A new Miocene odobenid (Mammalia: Carnivora) from Hokkaido, Japan, and its implications for odobenid phylogeny. Journal of Vertebrate Paleontology 26 (2): 411-421. |                                                                |
| Rapamys atrimontis             | Wahlert, Korth & McKenna, 2006                                                              | The skull of Rapamys (Ischyromyidae, Rodentia) and description of a new species from the Duchesnean (late Middle Eocene) of Montana. Palaeontogr. Abt. A Palaeozool.-Stratigr. 277(1-6):40. |                                                                |
| Scaphohippus intermontanus     | Pagnac, 2006                                                                                | Pagnac, D. 2006. Scaphohippus, a new genus of horse (Mammalia: Equidae) from the Barstow Formation of California. Journal of Mammalian Evolution 13(1):37-61. |                                                                |
| Scaphohippus sumani            | Pagnac, 2006                                                                                | Pagnac, D. 2006. Scaphohippus, a new genus of horse (Mammalia: Equidae) from the Barstow Formation of California. Journal of Mammalian Evolution 13(1):37-61. |                                                                |
| Schizogalerix evae             | De Bruijn, Mayda, Van den Hoek Ostende, Kaya & Saraç, 2006                                  | Bruijn, H. de, Mayda S., Hoek Ostende, L. van den, Kaya, T. & Saraç, G., 2006. Small mammals from the Early Miocene of Sabuncubeli (Manisa, S.W. Anatolia, Turkey). Beiträge zur Paläontologie 30:57–87. |                                                                |
| Scleromys quadrangulatus       | Kramarz, 2006                                                                               | Kramarz, A.G. 2006. Neoreomys and Scleromys (Rodentia, Hystricognathi) from the Pinturas Formation, late Early Miocene of Patagonia, Argentina. Rev. Mus. Argentino Cienc. Nat. (n.s.) 8(1):53-62. |                                                                |
| Selenetherium kolleensis       | Mackaye, Brunet & Tassy, 2006                                                               | Mackaye, H.T., Brunet, M. & Tassy, P. 2006. Selenetherium kolleensis nov. gen. nov. sp. : un nouveau Proboscidea (Mammalia) dans le Pliocène tchadien. Geobios 38:765-777. | De correcte spelling is kolleense (Selenetherium is onzijdig). |
| Siamolophus krabiense          | Ducroq, Chaimanee, Jaeger & Métais, 2006                                                    | Ducrocq, S., Chaimanee, Y., Jaeger, J.-J. & Métais, G. 2006. A new ceratomorph (Perissodactyla, Mammalia) from the late Eocene of southeast Asia. Journal of Vertebrate Paleontology 26 (4): 1024-1027. |                                                                |
| Simojovelhyus pocitosense      | Ferrusquía-Villafranca, 2006                                                                | Ferrusquía-Villafranca, I. 2006. The first Paleogene mammal record of Middle America: Simojovelhyus pocitosense (Helohyidae, Mammalia). |                                                                |
| Sivaonyx kamuhangirei          | Morales & Pickford, 2006                                                                    | Morales, J. & Pickford, M. 2006. Giant bunodont Lutrinae from the Mio-Pliocene of Kenya and Uganda. Estudios Geologicos 61:233-246. |                                                                |
| Sivaonyx senutae               | Morales & Pickford, 2006                                                                    | Morales, J. & Pickford, M. 2006. Giant bunodont Lutrinae from the Mio-Pliocene of Kenya and Uganda. Estudios Geologicos 61:233-246. |                                                                |
| Sivaonyx soriae                | Morales & Pickford, 2006                                                                    | Morales, J. & Pickford, M. 2006. Giant bunodont Lutrinae from the Mio-Pliocene of Kenya and Uganda. Estudios Geologicos 61:233-246. |                                                                |
| Skopaiolophus burmese          | Métais, Soeb & Ducrocq, 2006                                                                | Métais, G., Soeb, A.N. & Ducrocq, S. 2006. A new basal tapiromorph (Perissodactyla, Mammalia) from the middle Eocene of Myanmar. Geobios 39(4):513-519. |                                                                |
| Solimoea acrensis              | Kay & Cozzuol, 2006                                                                         | Kay, R.F. & Cozzuol, M.A. 2006. New platyrrhine monkeys from the Solimoes Formation (late Miocene, Acre State, Brazil. Journal of Human Evolution 50(6):673-686. |                                                                |
| Stertomys daamsi               | Freudenthal & Martin-Suarez, 2006                                                           | Freudenthal, M. & Martín-Suárez, E. 2006. Gliridae (Rodentia, Mammalia) from the Late Miocene Fissure Filling Biancone 1 (Gargano, Province of Foggia, Italy). Palaeontologia Elektronica 9(2):6A;23 pp. |                                                                |
| Stertomys daunius              | Freudenthal & Martin-Suarez, 2006                                                           | Freudenthal, M. & Martín-Suárez, E. 2006. Gliridae (Rodentia, Mammalia) from the Late Miocene Fissure Filling Biancone 1 (Gargano, Province of Foggia, Italy). Palaeontologia Elektronica 9(2):6A;23 pp. |                                                                |
| Storchia biradicata            | Ziegler, 2006                                                                               | Ziegler, R. 2006. Insectivores (Lipotyphla) and bats (Chiroptera) from the Late Miocene of Austria. Annalen des Naturhistorischen Museums Wien (A)107:93-196 |                                                                |
| Synthetoceras davisorum        | Hulbert & Whitmore, 2006                                                                    | Hulbert, R.C., Jr. & Whitmore, F.C., Jr. 2006. Late Miocene mammals from the Mauvilla local fauna, Alabama. Bulletin of the Florida Museum of Natural History 46(1):1-28. |                                                                |
| Tainotherium valei             | Turvey, Grady & Rye, 2006                                                                   | Turvey, S.T., Grady, F.V. & Rye, P. 2006. A new genus and species of 'giant hutia' (Tainotherium valei) from the Quaternary of Puerto Rico: an extinct arboreal quadruped? Journal of Zoology (London) 270(4):585-594. |                                                                |
| Thandaungia tinti              | Métais, 2006                                                                                | Métais, G. 2006. New basal selenodont artiodactyls from the Pondaung Formation (late middle Eocene, Myanmar) and the phylogenetic relationships of early ruminants. Annals of Carnegie Museum 75 (1): 51-67. |                                                                |
| Tugenictis ngororaensis        | Morales & Pickford, 2006                                                                    | Morales, J. & Pickford, M. 2006. Carnivores from the Middle Miocene Ngorora Formation (13-12 Ma), Kenya. Estudios Geologicos 61:271-284. |                                                                |
| Ugandax coryndonae             | Gentry, 2006                                                                                | Gentry, A.W. 2006. A new bovine (Bovidae, Artiodactyla) from the Hadar Formation, Ethiopia. Transactions of the Royal Society of South Africa 61(2):41-50. |                                                                |
| Urotrichus giganteus           | Ziegler, 2006                                                                               | Ziegler, R. 2006. Insectivores (Lipotyphla) and bats (Chiroptera) from the Late Miocene of Austria. Annalen des Naturhistorischen Museums Wien (A)107:93-196 |                                                                |
| Urumaquia robustua             | Carlini, Brandoni & Sánchez, 2006                                                           | Carlini, A.A., Brandoni, D. & Sánchez, R. 2006. First megatheriines (Xenarthra, Phyllophaga, Megatheriidae) from the Urumaco (Late Miocene) and Codore (Pliocene) Formations, Estado Falcón, Venezuela. Journal of Systematic Palaeontology 4(3):269-278. |                                                                |
| Volaticotherium antiquus       | Meng, Hu, Wang, Wang & Li, 2006                                                             | Meng, J., Hu, Y., Wang, Y., Wang, X. & Li, C. 2006. A Mesozoic gliding mammal from northeastern China. Nature 444:889-893. |                                                                |
| Yarala kida                    | Schwartz, 2006                                                                              | Schwartz, L.R.H. 2006. A new species of bandicoot from the Oligocene of northern Australia and implications of bandicoots for correlating Australian Tertiary mammal faunas. Palaeontology 49(5):991-998. |                                                                |
| Zaisanamynodon protheroi       | Lucas, 2006                                                                                 | Lucas, S.G. 2006. A new amynodontid (Mammalia, Perissodactyla) from the Eocene Clarno Formation, Oregon, and its biochronological significance. Paleobios 26(2):10. |                                                                |
| Zephyreduncinus oundagaisus    | Vrba & Haile-Selassie, 2006                                                                 | Vrba, E.S. & Haile-Selassie, Y. 2006. A new antelope, Zephyreduncinus oundagaisus (Reduncini, Artiodactyla, Bovidae), from the Late Miocene of the Middle Awash, Afar Rift, Ethiopia. Journal of Vertebrate Paleontology 26(1):213-218. |                                                                |
| Zhangolestes jilinensis        | Zan, Wood, Rougier, Jin, Chen & Schaff, 2006                                                | Zan, S., Wood, C.B., Rougier, G.W., Jin, L., Chen, J. & Schaff, C.R. 2006. A new "middle" Cretaceous zalambdalestid mammal, from a new locality in Jilin Province, northeastern China. Journal of the Paleontological Society of Korea 22(1):153-172. |                                                                |
| Zhigdenia nemegetica           | Lopatin, 2006                                                                               | Lopatin, A. 2006. Early Paleogene insectivore mammals of Asia. Paleontological Journal 40(Suppl. 3):205-405. |                                                                |
| Zygophyseter varolai           | Bianucci & Landini, 2006                                                                    | Bianucci, G. & Landini, W. 2006. Killer sperm whale: a new basal physeteroid (Mammalia, Cetacea) from the Late Miocene of Italy. Zoological Journal of the Linnean Society 148:103-131. |                                                                |

## Levende hogere taxa
| Naam                | Auteur                            | Referentie | Commentaar |
| ------------------- | --------------------------------- | --- | ---------- |
| Pegasoferae         | Nishihara, Hasegawa & Okada, 2006 | Nishihara, H., Hasegawa, M. & Okada, N. 2006. Pegasoferae, an unexpected mammalian clade revealed by tracking ancient retroposon insertions. Proceedings of the National Academy of Sciences 103(26):9929-9934. |            |
| Pteropodiformes     | Hutcheon & Kirsch, 2006           | Hutcheon, J.M. & Kirsch, J.A.W. 2006. A moveable face: deconstructing the Microchiroptera and a new classification of extant bats. Acta Chiropterologica 8(1):1-10.                                             |            |
| Vespertilioniformes | Hutcheon & Kirsch, 2006           | Hutcheon, J.M. & Kirsch, J.A.W. 2006. A moveable face: deconstructing the Microchiroptera and a new classification of extant bats. Acta Chiropterologica 8(1):1-10.                                             |            |

## Levende geslachten
| Naam           | Auteur                                | Referentie | Commentaar |
| -------------- | ------------------------------------- | --- | ---------- |
| Aegialomys     | Weksler, Percequillo & Voss, 2006     | Weksler, M., Percequillo, A.R. & Voss, R.S. 2006. Ten new genera of oryzomyine rodents (Cricetidae: Sigmodontinae). American Museum Novitates 3537:1-29.                                                                      |            |
| Cerradomys     | Weksler, Percequillo & Voss, 2006     | Weksler, M., Percequillo, A.R. & Voss, R.S. 2006. Ten new genera of oryzomyine rodents (Cricetidae: Sigmodontinae). American Museum Novitates 3537:1-29.                                                                      |            |
| Eremoryzomys   | Weksler, Percequillo & Voss, 2006     | Weksler, M., Percequillo, A.R. & Voss, R.S. 2006. Ten new genera of oryzomyine rodents (Cricetidae: Sigmodontinae). American Museum Novitates 3537:1-29.                                                                      |            |
| Euryoryzomys   | Weksler, Percequillo & Voss, 2006     | Weksler, M., Percequillo, A.R. & Voss, R.S. 2006. Ten new genera of oryzomyine rodents (Cricetidae: Sigmodontinae). American Museum Novitates 3537:1-29.                                                                      |            |
| Fukomys        | Kock et al., 2006                     | Kock, D., Ingram, C.M., Frabotta, L.J., Honeycutt, R.L. & Burda, H. 2006. On the nomenclature of Bathyergidae and Fukomys n. gen. (Mammalia: Rodentia). Zootaxa 1141:51-55.                                                   |            |
| Hylaeamys      | Weksler, Percequillo & Voss, 2006     | Weksler, M., Percequillo, A.R. & Voss, R.S. 2006. Ten new genera of oryzomyine rodents (Cricetidae: Sigmodontinae). American Museum Novitates 3537:1-29.                                                                      |            |
| Mindomys       | Weksler, Percequillo & Voss, 2006     | Weksler, M., Percequillo, A.R. & Voss, R.S. 2006. Ten new genera of oryzomyine rodents (Cricetidae: Sigmodontinae). American Museum Novitates 3537:1-29.                                                                      |            |
| Nephelomys     | Weksler, Percequillo & Voss, 2006     | Weksler, M., Percequillo, A.R. & Voss, R.S. 2006. Ten new genera of oryzomyine rodents (Cricetidae: Sigmodontinae). American Museum Novitates 3537:1-29.                                                                      |            |
| Oreoryzomys    | Weksler, Percequillo & Voss, 2006     | Weksler, M., Percequillo, A.R. & Voss, R.S. 2006. Ten new genera of oryzomyine rodents (Cricetidae: Sigmodontinae). American Museum Novitates 3537:1-29.                                                                      |            |
| Parastrellus   | Hoofer, Van Den Bussche & Hanák, 2006 | Hoofer, S.R., Van Den Bussche, R.A. & Horáček, I. 2006. Generic status of the American pipistrelles (Vespertilionidae) with description of a new genus. Journal of Mammalogy 87(5):981-992.                                   |            |
| Rungwecebus    | Davenport et al., 2006                | Davenport, T.R.B., Stanley, W.T., Sargis, E.J., de Luca, D.W., Mpunga, N.E., Machaga, S.J. & Olson, L.E. A New Genus of African Monkey, Rungwecebus: Morphology, Ecology, and Molecular Phylogenetics. Science 312:1378-1381. |            |
| Sooretamys     | Weksler, Percequillo & Voss, 2006     | Weksler, M., Percequillo, A.R. & Voss, R.S. 2006. Ten new genera of oryzomyine rodents (Cricetidae: Sigmodontinae). American Museum Novitates 3537:1-29.                                                                      |            |
| Transandinomys | Weksler, Percequillo & Voss, 2006     | Weksler, M., Percequillo, A.R. & Voss, R.S. 2006. Ten new genera of oryzomyine rodents (Cricetidae: Sigmodontinae). American Museum Novitates 3537:1-29.                                                                      |            |
| Tonkinomys     | Musser, Lunde & Nguyen, 2006          | Musser, G.G., Lunde, D.P. & Nguyen T.S. 2006. Description of a New Genus and Species of Rodent (Murinae, Muridae, Rodentia) from the Tower Karst Region of Northeastern Vietnam. American Museum Novitates 3517:1-41.         |            |

## Levende soorten
| Naam                         | Auteur | Referentie | Commentaar |
| ---------------------------- | --- | --- | ---------- |
| Archboldomys kalinga         | Balete, Rickart & Heaney, 2006 | Balete, D.S., Rickart, E.A. & Heaney, L.R. 2006. A new species of the shrew-mouse, Archboldomys (Rodentia: Muridae: Murinae), from the Philippines. Systematics and Biodiversity 4:489-501. |            |
| Anoura cadenai               | Mantilla-Meluk & Baker, 2006 | Mantilla-Meluk, H. & Baker, R.J. 2006. Systematics of small Anoura (Chiroptera: Phyllostomidae) from Colombia, with description of a new species. Occasional Papers, Museum of Texas Tech University 261:1-18. |            |
| Apodemus avicennicus         | Darvish, Javidkar & Siahsarvie, 2006 | Darvish, J., Javidkar, M. & Siahsarvie, R. 2006. A new species of wood mouse of the genus Apodemus (Rodentia, Muridae) from Iran. Zoology in the Middle East 38:5-16. |            |
| Apomys camiguinensis         | Heaney & Tabaranza, 2006 | Heaney, L.R. & Tabaranza, B.R., Jr. 2006. A New Species of Forest Mouse, Genus Apomys (Mammalia: Rodentia: Muridae), from Camiguin Island, Philippines. Fieldiana Zoology 106:14-27, 5 april 2006. |            |
| Avahi meridionalis           | Zaramody, Fausser, Roos, Zinner, Andriaholinirina, Rabarivola, Norscia, Tattersall & Rumpler, 2007 | Zaramody, A., Fausser, J.-L., Roos, C., Zinner, D., Andriaholinirina, N., Rabarivola, C., Norscia, I., Tattersall, I. & Rumpler, Y. 2007. Molecular phylogeny and taxonomic revision of the eastern woolly lemurs (Avahi laniger). Primate Report 74:9-24. |            |
| Avahi peyrierasi             | Zaramody, Fausser, Roos, Zinner, Andriaholinirina, Rabarivola, Norscia, Tattersall & Rumpler, 2007 | Zaramody, A., Fausser, J.-L., Roos, C., Zinner, D., Andriaholinirina, N., Rabarivola, C., Norscia, I., Tattersall, I. & Rumpler, Y. 2007. Molecular phylogeny and taxonomic revision of the eastern woolly lemurs (Avahi laniger). Primate Report 74:9-24. |            |
| Callicebus aureipalatii      | Wallace et al., 2006 | Wallace, R.B., Gómez, H., Felton, A. & Felton, A.M. 2006. On a New Species of Titi Monkey, Genus Callicebus Thomas (Primates, Pitheciidae), from Western Bolivia with Preliminary Notes on Distribution and Abundance. Primate Conservation 20:29-39. |            |
| Carollia benkeithi           | Solari & Baker, 2006 | Solari, S. & Baker, R.J. 2006. Mitochondrial DNA Sequence, Karyotypic, and Morphological Variation in the Carollia castanea Species Complex (Chiroptera: Phyllostomidae), with Description of a New Species. Occasional Papers, The Museum, Museum of Texas Tech University 254:i+1-16. |            |
| Cebus queirozi               | Mendes Pontes, Malta & Asfora, 2006 | Mendes Pontes, A.R., Malta, A. & Asfora, P.H. 2006. A new species of capuchin monkey, genus Cebus Erxleben (Cebidae, Primates): found at the very brink of extinction in the Pernambuco Endemism Centre. Zootaxa 1200:1-12. |            |
| Emballonura tiavato          | Goodman, Cardiff, Ranivo, Russell & Yoder, 2006 | Goodman, S.M., Cardiff, S.G., Ranivo, J. 2006. A new species of Emballonura (Chiroptera: Emballonuridae) from the dry regions of Madagascar. American Museum Novitates 3538:1-24. |            |
| Eptesicus taddeii            | Miranda, Bernardi & Passos, 2006 | Miranda, J.M.D., Bernardi, I.P. & Passos, F.C. 2006. A new species of Eptesicus (Mammalia: Chiroptera: Vespertilionidae) from the Atlantic Forest, Brazil. Zootaxa 1383:57-68. |            |
| Harpiola isodon              | Kuo, Fang, Csorba & Lee, 2006 | Kuo, H.-C., Fang, Y.-P., Csorba, G. & Lee, L.-L. 2006. The definition of Harpiola (Vespertilionidae: Murininae) and the description of a new species from Taiwan. Acta Chiropterologica 8(1):11-19. |            |
| Heteromys nubicolens         | Anderson & Timm, 2006 | Anderson, R.P. & Timm, R.M. A New Montane Species of Spiny Pocket Mouse (Rodentia: Heteromyidae: Heteromys) from Northwestern Costa Rica. American Museum Novitates 3509:1-38, 16 maart 2006. |            |
| Hipposideros khaokhouayensis | Guillén-Servent & Francis, 2006 | Guillén-Servent, A. & Francis, C.M. 2006. A new species of bat of the Hipposideros bicolor group (Chiroptera: Hipposideridae) from Central Laos, with evidence of convergent evolution with Sundaic taxa. Acta Chiropterologica 8(1):39-61. |            |
| Hipposideros khasiana        | Thabah et al., 2006 | Thabah, A., Rossiter, S.J., Kingston, T., Zhang, S., Parsons, S., Mya Mya, K., Zubaid, A. & Jones, G. Genetic divergence and echolocation call frequency in cryptic species of Hipposideros larvatus s.l. (Chiroptera: Hipposideridae) from the Indo-Malayan region. Biological Journal of the Linnean Society 88:119-130. |            |
| Isothrix barbarabrownae      | Patterson & Velazco, 2006 | Patterson, B.D. & Velazco, P.M. 2006. A distinctive new cloud-forest rodent (Hystricognathi: Echimyidae) from the Manu Biosphere Reserve, Peru. Mastozoología Neotropical 13(2):175-191. |            |
| Lepilemur aeeclis            | Andriaholinirina, Fausser, Roos, Zinner, Thalmann, Rabarivola, Ravoarimanana, Ganzhorn, Meier, Hilgartner, Walter, Zaramody, Langer, Hahn, Zimmermann, Radespiel, Craul, Tomiuk, Tattersall & Rumpler, 2006 | Andriaholinirina, N., Fausser, J.-L., Roos, C., Zinner, D., Thalmann, U., Rabarivola, C., Ravoarimanana, I., Ganzhorn, J.U., Meier, B., Hilgartner, R., Walter, L., Zaramody, A., Langer, C., Hahn, T., Zimmermann, E., Radespiel, U., Craul, M., Tomiuk, J., Tattersall, I. & Rumpler, Y. 2006. Molecular phylogeny and taxonomic revision of the sportive lemurs (Lepilemur, Primates). BMC Evolutionary Biology (2006)6(17):1-13.                                  |            |
| Lepilemur ahmansoni          | Louis, Engberg, Lei, Geng, Sommer, Randriamampionona, Randriamanana, Zaonarivelo, Andriantompohavana, Randria, Prosper, Ramaromilanto, Rakotoarisoa, Rooney & Brenneman, 2006                               | Louis, E.E., Jr., Engberg, S.E., Lei, R., Geng, H., Sommer, J.A., Randriamampionona, R., Randriamanana, J.C., Zaonarivelo, J.R., Andriantompohavana, R., Randria, G., Prosper, Ramaromilanto, B., Rakotoarisoa, G., Rooney, A. & Brenneman, R.A. 2006. Molecular and morphological analyses of the sportive lemurs (family Megaladapidae: genus Lepilemur) reveals 11 previously unrecognized species. Special Publications, Museum of Texas Tech University 49:1-47. |            |
| Lepilemur betsileo           | Louis, Engberg, Lei, Geng, Sommer, Randriamampionona, Randriamanana, Zaonarivelo, Andriantompohavana, Randria, Prosper, Ramaromilanto, Rakotoarisoa, Rooney & Brenneman, 2006                               | Louis, E.E., Jr., Engberg, S.E., Lei, R., Geng, H., Sommer, J.A., Randriamampionona, R., Randriamanana, J.C., Zaonarivelo, J.R., Andriantompohavana, R., Randria, G., Prosper, Ramaromilanto, B., Rakotoarisoa, G., Rooney, A. & Brenneman, R.A. 2006. Molecular and morphological analyses of the sportive lemurs (family Megaladapidae: genus Lepilemur) reveals 11 previously unrecognized species. Special Publications, Museum of Texas Tech University 49:1-47. |            |
| Lepilemur fleuretae          | Louis, Engberg, Lei, Geng, Sommer, Randriamampionona, Randriamanana, Zaonarivelo, Andriantompohavana, Randria, Prosper, Ramaromilanto, Rakotoarisoa, Rooney & Brenneman, 2006                               | Louis, E.E., Jr., Engberg, S.E., Lei, R., Geng, H., Sommer, J.A., Randriamampionona, R., Randriamanana, J.C., Zaonarivelo, J.R., Andriantompohavana, R., Randria, G., Prosper, Ramaromilanto, B., Rakotoarisoa, G., Rooney, A. & Brenneman, R.A. 2006. Molecular and morphological analyses of the sportive lemurs (family Megaladapidae: genus Lepilemur) reveals 11 previously unrecognized species. Special Publications, Museum of Texas Tech University 49:1-47. |            |
| Lepilemur grewcocki          | Louis, Engberg, Lei, Geng, Sommer, Randriamampionona, Randriamanana, Zaonarivelo, Andriantompohavana, Randria, Prosper, Ramaromilanto, Rakotoarisoa, Rooney & Brenneman, 2006                               | Louis, E.E., Jr., Engberg, S.E., Lei, R., Geng, H., Sommer, J.A., Randriamampionona, R., Randriamanana, J.C., Zaonarivelo, J.R., Andriantompohavana, R., Randria, G., Prosper, Ramaromilanto, B., Rakotoarisoa, G., Rooney, A. & Brenneman, R.A. 2006. Molecular and morphological analyses of the sportive lemurs (family Megaladapidae: genus Lepilemur) reveals 11 previously unrecognized species. Special Publications, Museum of Texas Tech University 49:1-47. |            |
| Lepilemur hubbardi           | Louis, Engberg, Lei, Geng, Sommer, Randriamampionona, Randriamanana, Zaonarivelo, Andriantompohavana, Randria, Prosper, Ramaromilanto, Rakotoarisoa, Rooney & Brenneman, 2006                               | Louis, E.E., Jr., Engberg, S.E., Lei, R., Geng, H., Sommer, J.A., Randriamampionona, R., Randriamanana, J.C., Zaonarivelo, J.R., Andriantompohavana, R., Randria, G., Prosper, Ramaromilanto, B., Rakotoarisoa, G., Rooney, A. & Brenneman, R.A. 2006. Molecular and morphological analyses of the sportive lemurs (family Megaladapidae: genus Lepilemur) reveals 11 previously unrecognized species. Special Publications, Museum of Texas Tech University 49:1-47. |            |
| Lepilemur jamesi             | Louis, Engberg, Lei, Geng, Sommer, Randriamampionona, Randriamanana, Zaonarivelo, Andriantompohavana, Randria, Prosper, Ramaromilanto, Rakotoarisoa, Rooney & Brenneman, 2006                               | Louis, E.E., Jr., Engberg, S.E., Lei, R., Geng, H., Sommer, J.A., Randriamampionona, R., Randriamanana, J.C., Zaonarivelo, J.R., Andriantompohavana, R., Randria, G., Prosper, Ramaromilanto, B., Rakotoarisoa, G., Rooney, A. & Brenneman, R.A. 2006. Molecular and morphological analyses of the sportive lemurs (family Megaladapidae: genus Lepilemur) reveals 11 previously unrecognized species. Special Publications, Museum of Texas Tech University 49:1-47. |            |
| Lepilemur milanoii           | Louis, Engberg, Lei, Geng, Sommer, Randriamampionona, Randriamanana, Zaonarivelo, Andriantompohavana, Randria, Prosper, Ramaromilanto, Rakotoarisoa, Rooney & Brenneman, 2006                               | Louis, E.E., Jr., Engberg, S.E., Lei, R., Geng, H., Sommer, J.A., Randriamampionona, R., Randriamanana, J.C., Zaonarivelo, J.R., Andriantompohavana, R., Randria, G., Prosper, Ramaromilanto, B., Rakotoarisoa, G., Rooney, A. & Brenneman, R.A. 2006. Molecular and morphological analyses of the sportive lemurs (family Megaladapidae: genus Lepilemur) reveals 11 previously unrecognized species. Special Publications, Museum of Texas Tech University 49:1-47. |            |
| Lepilemur mittermeieri       | Rabarivola, Zaramody, Fausser, Andriaholinirina, Roos, Zinner, Marcel & Rumpler, 2006 | Rabarivola, C., Zaramody, A., Fausser, J.-L., Andriaholinirina, N., Roos, C., Zinner, C., Marcel, H. & Rumpler, Y. 2006. Cytogenetic and molecular characteristics of a new species of sportive lemur from Northern Madagascar. Lemur News 11:45-49. |            |
| Lepilemur petteri            | Louis, Engberg, Lei, Geng, Sommer, Randriamampionona, Randriamanana, Zaonarivelo, Andriantompohavana, Randria, Prosper, Ramaromilanto, Rakotoarisoa, Rooney & Brenneman, 2006                               | Louis, E.E., Jr., Engberg, S.E., Lei, R., Geng, H., Sommer, J.A., Randriamampionona, R., Randriamanana, J.C., Zaonarivelo, J.R., Andriantompohavana, R., Randria, G., Prosper, Ramaromilanto, B., Rakotoarisoa, G., Rooney, A. & Brenneman, R.A. 2006. Molecular and morphological analyses of the sportive lemurs (family Megaladapidae: genus Lepilemur) reveals 11 previously unrecognized species. Special Publications, Museum of Texas Tech University 49:1-47. |            |
| Lepilemur randrianasoli      | Andriaholinirina, Fausser, Roos, Zinner, Thalmann, Rabarivola, Ravoarimanana, Ganzhorn, Meier, Hilgartner, Walter, Zaramody, Langer, Hahn, Zimmermann, Radespiel, Craul, Tomiuk, Tattersall & Rumpler, 2006 | Andriaholinirina, N., Fausser, J.-L., Roos, C., Zinner, D., Thalmann, U., Rabarivola, C., Ravoarimanana, I., Ganzhorn, J.U., Meier, B., Hilgartner, R., Walter, L., Zaramody, A., Langer, C., Hahn, T., Zimmermann, E., Radespiel, U., Craul, M., Tomiuk, J., Tattersall, I. & Rumpler, Y. 2006. Molecular phylogeny and taxonomic revision of the sportive lemurs (Lepilemur, Primates). BMC Evolutionary Biology (2006)6(17):1-13.                                  |            |
| Lepilemur sahamalazensis     | Andriaholinirina, Fausser, Roos, Zinner, Thalmann, Rabarivola, Ravoarimanana, Ganzhorn, Meier, Hilgartner, Walter, Zaramody, Langer, Hahn, Zimmermann, Radespiel, Craul, Tomiuk, Tattersall & Rumpler, 2006 | Andriaholinirina, N., Fausser, J.-L., Roos, C., Zinner, D., Thalmann, U., Rabarivola, C., Ravoarimanana, I., Ganzhorn, J.U., Meier, B., Hilgartner, R., Walter, L., Zaramody, A., Langer, C., Hahn, T., Zimmermann, E., Radespiel, U., Craul, M., Tomiuk, J., Tattersall, I. & Rumpler, Y. 2006. Molecular phylogeny and taxonomic revision of the sportive lemurs (Lepilemur, Primates). BMC Evolutionary Biology (2006)6(17):1-13.                                  |            |
| Lepilemur seali              | Louis, Engberg, Lei, Geng, Sommer, Randriamampionona, Randriamanana, Zaonarivelo, Andriantompohavana, Randria, Prosper, Ramaromilanto, Rakotoarisoa, Rooney & Brenneman, 2006                               | Louis, E.E., Jr., Engberg, S.E., Lei, R., Geng, H., Sommer, J.A., Randriamampionona, R., Randriamanana, J.C., Zaonarivelo, J.R., Andriantompohavana, R., Randria, G., Prosper, Ramaromilanto, B., Rakotoarisoa, G., Rooney, A. & Brenneman, R.A. 2006. Molecular and morphological analyses of the sportive lemurs (family Megaladapidae: genus Lepilemur) reveals 11 previously unrecognized species. Special Publications, Museum of Texas Tech University 49:1-47. |            |
| Lepilemur tymerlachsoni      | Louis, Engberg, Lei, Geng, Sommer, Randriamampionona, Randriamanana, Zaonarivelo, Andriantompohavana, Randria, Prosper, Ramaromilanto, Rakotoarisoa, Rooney & Brenneman, 2006                               | Louis, E.E., Jr., Engberg, S.E., Lei, R., Geng, H., Sommer, J.A., Randriamampionona, R., Randriamanana, J.C., Zaonarivelo, J.R., Andriantompohavana, R., Randria, G., Prosper, Ramaromilanto, B., Rakotoarisoa, G., Rooney, A. & Brenneman, R.A. 2006. Molecular and morphological analyses of the sportive lemurs (family Megaladapidae: genus Lepilemur) reveals 11 previously unrecognized species. Special Publications, Museum of Texas Tech University 49:1-47. |            |
| Lepilemur wrighti            | Louis, Engberg, Lei, Geng, Sommer, Randriamampionona, Randriamanana, Zaonarivelo, Andriantompohavana, Randria, Prosper, Ramaromilanto, Rakotoarisoa, Rooney & Brenneman, 2006                               | Louis, E.E., Jr., Engberg, S.E., Lei, R., Geng, H., Sommer, J.A., Randriamampionona, R., Randriamanana, J.C., Zaonarivelo, J.R., Andriantompohavana, R., Randria, G., Prosper, Ramaromilanto, B., Rakotoarisoa, G., Rooney, A. & Brenneman, R.A. 2006. Molecular and morphological analyses of the sportive lemurs (family Megaladapidae: genus Lepilemur) reveals 11 previously unrecognized species. Special Publications, Museum of Texas Tech University 49:1-47. |            |
| Lonchophylla cadenai         | Woodman & Timm, 2006 | Woodman, N. & Timm, R.M. 2006. Characters and phylogenetic relationships of nectar-feeding bats, with descriptions of new Lonchophylla from western South America (Mammalia: Chiroptera: Phyllostomidae: Lonchophyllini). Proceedings of the Biological Society of Washington 119(4):437-476. |            |
| Lonchophylla pattoni         | Woodman & Timm, 2006 | Woodman, N. & Timm, R.M. 2006. Characters and phylogenetic relationships of nectar-feeding bats, with descriptions of new Lonchophylla from western South America (Mammalia: Chiroptera: Phyllostomidae: Lonchophyllini). Proceedings of the Biological Society of Washington 119(4):437-476. |            |
| Microcebus jollyae           | Louis et al., 2006 | Louis, E.R., Jr., Coles, M.S., Andriantompohavana, R., Sommer, J.A., Engberg, S.E., Zaonarivelo, J.R., Mayor, M.I. & Brenneman, R.I. 2006. Revision of the Mouse Lemurs (Microcebus) of Eastern Madagascar. International Journal of Primatology 27(2):347-389. |            |
| Microcebus mamiratra         | Andriantompohavana et al., 2006 | Andriantompohavana, R., Zaonarivelo, J.R., Engberg, S.E., Randriamampionona, R., McGuire, S.M., Shore, G.D., Rakotonomenjanahary, R., Brenneman, R.A. & Louis, E.E., Jr. 2006. Mouse Lemurs of Northeastern Madagascar with a Description of a New Species at Lokobe Special Reserve. Occasional Papers, The Museum, Museum of Texas Tech University 259:i+1-24. |            |
| Microcebus mittermeieri      | Louis et al., 2006 | Louis, E.R., Jr., Coles, M.S., Andriantompohavana, R., Sommer, J.A., Engberg, S.E., Zaonarivelo, J.R., Mayor, M.I. & Brenneman, R.I. 2006. Revision of the Mouse Lemurs (Microcebus) of Eastern Madagascar. International Journal of Primatology 27(2):347-389. |            |
| Microcebus simmonsi          | Louis et al., 2006 | Louis, E.R., Jr., Coles, M.S., Andriantompohavana, R., Sommer, J.A., Engberg, S.E., Zaonarivelo, J.R., Mayor, M.I. & Brenneman, R.I. 2006. Revision of the Mouse Lemurs (Microcebus) of Eastern Madagascar. International Journal of Primatology 27(2):347-389. |            |
| Microgale jobihely           | Goodman, Raxworthy, Maminirina & Olson, 2006 | Goodman, S.M., Raxworthy, C.J., Maminirina, C.P. & Olson, L.E. 2006. A new species of shrew tenrec (Microgale jobihely) from northern Madagascar. Journal of Zoology 270:384-398. |            |
| Mus cypriacus                | Cucchi et al., 2006 | Cucchi, T., Orth, A., Auffray, J.-C., Renaud, S., Fabre, L., Catalan, J., Hadjisterkotis, E., Bonhomme, F. & Vigne, J.-D. 2006. A new endemic species of the subgenus Mus (Rodentia, Mammalia) on the Island of Cyprus. Zootaxa 1241:1-36. |            |
| Philander deltae             | Lew, Pérez-Hernández & Ventura, 2006 | Lew, D., Pérez-Hernández, R. & Ventura, J. 2006. Two new species of Philander (Didelphimorphia, Didelphidae) from northern South America. Journal of Mammalogy 87(2):224–237. |            |
| Philander mondolfii          | Lew, Pérez-Hernández & Ventura, 2006 | Lew, D., Pérez-Hernández, R. & Ventura, J. 2006. Two new species of Philander (Didelphimorphia, Didelphidae) from northern South America. Journal of Mammalogy 87(2):224–237. |            |
| Pipistrellus raceyi          | Bates, Ratrimomanarivo, Harrison & Goodman, 2006 | Bates, P.J.J., Ratrimomanarivo, F.H., Harrison, D.L. & Goodman, S.M. 2006. A description of a new species of Pipistrellus (Chiroptera: Vespertilionidae) from Madagascar with a review of related Vespertilioninae from the island. Acta Chiropterologica 8(2):299-324. |            |
| Plecotus strelkovi           | Spitzenberger, 2006 | Spitzenberger, F., Strelkov, P.P., Winkler, H. & Haring, E. 2006. A preliminary revision of the genus Plecotus (Chiroptera, Vespertilionidae) based on genetic and morphological results. Zoologica Scripta 35:187-230. |            |
| Scotophilus marovaza         | Goodman, Ratrimomanarivo & Randrianandrianina, 2006 | Goodman, S.M., Ratrimomanarivo, F.H. & Randrianandrianina, F.H. 2006. A new species of Scotophilus (Chiroptera: Vespertilionidae) from western Madagascar. Acta Chiropterologica 8(1):21-37. |            |
| Scotophilus mhlanganii       | Jacobs, Eick, Schoeman & Matthee, 2006 | Jacobs, D.S., Eick, G.N., Schoeman, M.C. & Matthee, C.A. 2006. Cryptic species in an insectivorous bat, Scotophilus dinganii. Journal of Mammalogy 87: 161–170. |            |
| Sturnira koopmanhilli        | McCarthy, Albuja V. & Alberico, 2006 | McCarthy, T.J., Albuja V., L. & Alberico, M.S. 2006. A new species of Chocoan Sturnira (Chiroptera: Phyllostomidae: Stenodermatinae) from western Ecuador and Colombia. Annals of Carnegie Museum 75(2):97-110. |            |
| Tarsius lariang              | Merker & Groves, 2006 | Merker, S. & Groves, C.P. 2006. Tarsius lariang: A New Primate Species from Western Central Sulawesi. International Journal of Primatology 27(2):465-485. |            |
| Thyroptera devivoi           | Gregorin, Gonçalves, Lim & Engstrom, 2006 | Gregorin, R., Gonçalves, E., Lim, B.K. & Engstrom, M.D. 2006. New species of disk-winged bat Thyroptera and range extension for T. discifera. Journal of Mammalogy 87(2):238-246. |            |
| Tokudaia tokunoshimensis     | Endo & Tsuchiya, 2006 | Endo, H. & Tsuchiya, K. 2006. A new species of Ryukyu spiny rat, Tokudaia (Muridae: Rodentia), from Tokunoshima Island, Kagonshima Prefecture, Japan. Mammal Study 31:47-57. |            |
| Tonkinomys daovantieni       | Musser, Lunde & Nguyen, 2006 | Musser, G.G., Lunde, D.P. & Nguyen T.S. 2006. Description of a New Genus and Species of Rodent (Murinae, Muridae, Rodentia) from the Tower Karst Region of Northeastern Vietnam. American Museum Novitates 3517:1-41. |            |

## Levende ondersoorten
| Naam                                  | Auteur                                                                                             | Referentie | Commentaar                             |
| ------------------------------------- | -------------------------------------------------------------------------------------------------- | --- | -------------------------------------- |
| Abrothrix olivaceus tarapacensis      | Rodríguez-Serrano, Cancino & Palma, 2006                                                           | Rodríguez-Serrano, E., Cancino, R.A. & Palma, R.E. 2006. Molecular phylogeography of Abrothrix olivaceus (Rodentia: Sigmodontinae) in Chile. Journal of Mammalogy 87(5):971-980.                                                                           |                                        |
| Avahi meridionalis meridionalis       | Zaramody, Fausser, Roos, Zinner, Andriaholinirina, Rabarivola, Norscia, Tattersall & Rumpler, 2007 | Zaramody, A., Fausser, J.-L., Roos, C., Zinner, D., Andriaholinirina, N., Rabarivola, C., Norscia, I., Tattersall, I. & Rumpler, Y. 2007. Molecular phylogeny and taxonomic revision of the eastern woolly lemurs (Avahi laniger). Primate Report 74:9-24. |                                        |
| Avahi meridionalis ramanantsoavani    | Zaramody, Fausser, Roos, Zinner, Andriaholinirina, Rabarivola, Norscia, Tattersall & Rumpler, 2007 | Zaramody, A., Fausser, J.-L., Roos, C., Zinner, D., Andriaholinirina, N., Rabarivola, C., Norscia, I., Tattersall, I. & Rumpler, Y. 2007. Molecular phylogeny and taxonomic revision of the eastern woolly lemurs (Avahi laniger). Primate Report 74:9-24. | Inmiddels als een aparte soort erkend. |
| Callosciurus erythraeus zhaotongensis | Li, Feng & Wang, 2006                                                                              | Li, S., Feng, Q. & Wang, Y.-X. 2006. A new subspecies in Callosciurus erythraeus (Rodentia, Sciuridae). Acta Zootaxonomica Sinica 31(3):675-682. |                                        |
| Tamiops swinhoei markamensis          | Li & Wang, 2006                                                                                    | Li, S., Feng, Q., Yang, J.-X. & Wang, Y.-X. 2006. Differentiation of subspecies of Asiatic striped squirrels (Tamiops swinhoei) (Milne-Edwards) (Rodentia: Sciuridae) in China with description of a new subspecies. Zoological Studies 45(2):180-189.     |                                        |